# Катастрофа L-049 под Асунсьоном
Катастрофа L-049 под Асунсьоном — авиационная катастрофа, произошедшая в четверг 16 июня 1955 года в окрестностях Асунсьона (Парагвай) с Lockheed L-049 Constellation компании Panair do Brasil, при этом погибли 16 человек. На тот момент это была крупнейшая авиационная катастрофа в Парагвае.

## Самолёт
Lockheed L-049 Constellation с заводским номером 2033 был выпущен в 1946 году и 19 февраля продан американской компании Pan American Airways, где получил бортовой номер N88832 и имя Clipper Flora Temple. В дальнейшем самолёт был переделан в модель Lockheed 149, имеющую дополнительные топливные баки для увеличения дальности полёта. 18 марта 1955 года авиалайнер был продан бразильской компании Panair do Brasil, где получил бортовой номер PP-PDJ.

## Экипаж
Экипаж имел следующий состав:
- Командир (КВС) — Хосе Ренато Сурсино де Мура (исп. José Renato Cursino de Moura). 31 год, в авиакомпании с 1944 года. Имел налёт более десяти тысяч часов, в том числе более ста раз пересекал южную Атлантику.
- Второй командир — Фернандо Баррос Моргано (исп. Femando Barros Morgado). В данном полёте выполнял обязанности второго пилота.
- Второй пилот — Нельсон Вале Нунес (исп. Nelson Vale Nunes).
- Бортинженеры — Елисей Ромуло Габриель (исп. Eliseu Rómulo Gabriel) и Уильсон Мануэль де Суза Медейрос (исп. Wilson Manuel de Souza Medeiros).
- Бортрадисты — Коломбо Виейра де Суза (исп. Colombo Vieira de Souza) и Джасир Лел Бастос (исп. Joacir Leal Bastos).
- Бортпроводники — Родольфо Ларбелли Росир Бартель (исп. Rodolfo Lardelli Rosir Bartel) и Шейла Монтет (исп. Sheila Monteath).

## Катастрофа
Самолёт выполнял международный рейс 263 из Лондона (Великобритания) в Буэнос-Айрес (Аргентина) с промежуточными остановками в Париже, Лиссабоне, Дакаре, Ресифи, Рио-де-Жанейро, Сан-Паулу и Асунсьоне. Полёт до Сан-Паулу прошёл без отклонений, после чего произошла смена экипажа. Поздним вечером 15 июня с 24 людьми на борту лайнер вылетел в Асунсьон.
16 июня в 01:05 экипаж перешёл на связь с диспетчером в аэропорту Асунсьон. Диспетчер дал разрешение на снижение и выполнение захода на посадку на полосу 02, а также указал связаться перед посадкой. Последняя связь с самолётом была в 01:15. В это же время снижающийся в облаках Constellation в посадочной конфигурации на высоте всего 12 метров над землёй врезался плоскостью крыла в дерево. От удара плоскость разрушилась, после чего авиалайнер, теряя высоту, промчался сквозь кокосовые пальмы, а в 500 метрах от точки первого удара врезался в землю. Затем в 12,9 км от торца полосы фюзеляж врезался в толстое дерево, выкорчевав его, но и сам при этом остановился, развернувшись на 30°, после чего загорелся. В катастрофе погибли 16 человек, в том числе все пилоты (один из пилотов второго экипажа выжил при падении, но умер от ран в больнице). Ещё 8 человек были ранены. На момент событий это была крупнейшая авиационная катастрофа в Парагвае (в настоящее время — вторая).

## Причины
Причиной катастрофы была названа ошибка экипажа, который, выполняя полёт в приборных метеоусловиях, начал заход на посадку на слишком большом удалении от аэропорта. Об этом свидетельствовала посадочная конфигурация самолёта: выпущенные шасси и закрылки, увеличенный режим работы двигателей. Также экипаж не следовал установленным процедурам выполнения захода на посадку по приборам и снизился ниже указанной безопасной высоты. Сопутствующими факторами стали: высокая усталость командира, который за предыдущие 30 дней имел налёт 113 часов, и ошибка второго пилота, не выставившего на высотомере указанное диспетчером давление, а приборная панель имела плохой дизайн, из-за чего показания приборов было трудно разобрать. Влияние усталости экипажа на его работу в то время было ещё мало изучено.